# Cantó de Tours-Nord-Oest
El cantó de Tours-Nord-Oest és un cantó francès del departament de l'Indre i Loira, situat al districte de Tours. Compta amb part del municipi de Tours.

## Municipis
Comprèn part del municipi de Tours delimitat per:
- al nord pels municipis de Mettray i Notre-Dame-d'Oé
- al sud per l'avinguda André Maginot i l'avinguda del Mans
- a l'oest pel municipi de Saint-Cyr-sur-Loire

## Història
| Data d'elecció                           | Identitat         | Partit        | Qualitat |
| ---------------------------------------- | ----------------- | ------------- | -------- |
| 1973-1979                                | Jean Lereste      | Divers droite |          |
| 1979-1985                                | Jean-Michel Testu | PS            |          |
| 1985-1998                                | Michel Montaubin  | RPR           |          |
| 1998-                                    | Claude Roiron     | PS            |          |
| les dades anteriors no són pas conegudes |                   |               |          |
|                                          |                   |               |          |